# 함평손불중학교
함평손불중학교(咸平孫佛中學校)는 대한민국 전라남도 함평군 손불면 대전리에 있는 공립 중학교이다.

## 학교 연혁
- 1966년 12월 15일 : 함평서중학교 인가(6학급)
- 1967년 3월 20일 : 초대 서원삼 교장 부임
- 1971년 3월 15일 : 함평손불중학교로 교명 변경
- 2024년 9월 1일 : 제21대 강은경 교장 부임
- 2025년 1월 8일 : 제56회 5명 졸업(총 6,732명 배출)

## 참고 자료
- 함평손불중학교 - 한국교육학술정보원 학교알리미